# Supercoppa polacca 2007 (pallavolo femminile)
La Supercoppa polacca di pallavolo femminile 2007 si è svolta nel 2007: al torneo hanno partecipato due squadre di club polacche e la vittoria finale è andata per la prima volta al Stowarzyszenie Siatkówki Kaliskiej Calisia Kalisz.

## Regolamento
Le squadre hanno disputato una gara unica.

## Squadre partecipanti
| Squadra | Qualificazione                                                    | Ultima partecipazione   |
| ------- | ----------------------------------------------------------------- | ----------------------- |
| BKS     | Finale in Coppa di Polonia 2006-07                                | Supercoppa polacca 2006 |
| Calisia | Vincitrice Liga Siatkówki Kobiet 2006-07/Coppa di Polonia 2006-07 | Supercoppa polacca 2005 |

## Torneo
| 2007 ?, ? Durata: ? - Spettatori: ? | Calisia | 3 - 0 | BKS | 25-16, 25-19, 25-20 |